# 北川修
北川 修（きたがわ おさむ、1967年〈昭和42年〉6月22日 - ）は、日本の総理府・総務官僚。

## 来歴
大阪府寝屋川市出身。洛星高等学校を経て、1992年（平成4年）、東京大学経済学部を卒業。同年、総理府に入庁。入庁後、総務大臣秘書官、行政管理局企画調整課企画官、同局評価監視官、内閣官房内閣参事官（内閣官房副長官補付）、内閣官房行政改革推進本部事務局参事官、内閣府大臣官房行政改革関係組織検討準備室参事官、行政管理局管理官、行政評価局評価監視官、内閣官房内閣参事官（内閣人事局）などを歴任。独立行政法人制度改革、行政組織や人事管理、行政評価などを担当し、2006年（平成18年）の公益法人制度改革に携わった。公益法人制度改革では法案の条文作成に関わり、主に改革前の民法第34条に基づいて設立された旧公益法人を、新制度において設立される公益法人、一般社団法人、一般財団法人のいずれかに移行するスキーム作りに携わった。
2022年（令和4年）6月28日、内閣府公益認定等委員会事務局長兼内閣府大臣官房公益法人行政担当室長に就任。
2024年（令和6年）7月5日、総務省大臣官房政策立案総括審議官兼公文書監理官に就任。
2025年（令和7年）7月1日、総務省政策統括官（統計制度担当、恩給担当）に就任。

#### リスト
1. ↑  [9][10][11][12][13][14]